# Christum wir sollen loben schon

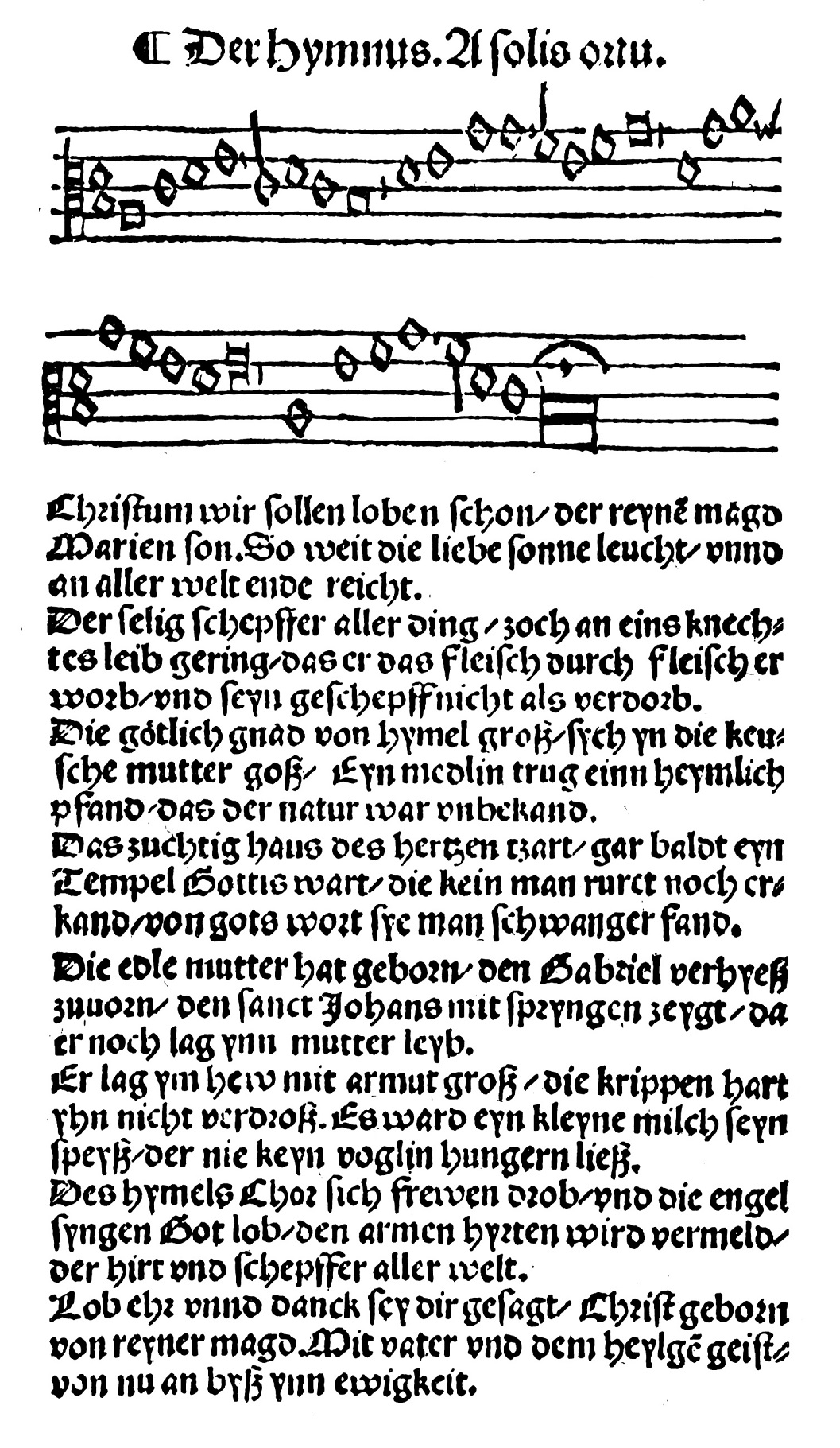
Christum wir sollen loben schon im Erfurter Enchiridion (1524)

Christum wir sollen loben schon ist ein Weihnachtslied von Martin Luther. 
Er dichtete es 1524 als Reimübertragung des altkirchlichen A solis ortus cardine (Textsynopse siehe dort) und behielt auch dessen Melodie bei. Ursprünglich eines der lutherischen Hauptlieder zum Weihnachtsfest, ist es im Evangelischen Gesangbuch nur in einigen landeskirchlichen Ausgaben auszugsweise enthalten (z. B. Rheinland-Westfalen-Lippe Nr. 539 mit Luthers Strophen 1, 2, 5, 6, 7 und 8).
In der evangelischen Kirchenmusik ist es vielfach bearbeitet worden, u. a. in Johann Sebastian Bachs gleichnamiger Kantate.